# آبالاوادی
آبالاوادی (به لاتین: Abalavadi) در هند است که در کارناتاکا واقع شده‌است.